# Июнь 2021 года

Список событий июня 2021 года.

## События
- 1 июня
  - В Кабуле в результате серии из двух взрывов, в ходе которых были взорваны пассажирские автобусы, погибли 8 человек, ещё 14 человек получили ранения[1].
  - В провинции Цзянсу на востоке Китая выявили первый в мире случай заражения человека птичьим гриппом H10N3[2].
  - В оперативном штабе по борьбе с коронавирусом сообщили, что с 10 июня возобновляется регулярное авиасообщение между Россией и 8 странами. Это Австрия, Венгрия, Ливан, Люксембург, Маврикий, Марокко, Хорватия. А также откроются чартерные рейсы между российскими и Албанией. Со 2 июня аннулируется ограничения по полеты в Великобританию[3].
  - На китайском токамаке EAST достигнут новый рекорд температуры — 120 миллионов градусов Цельсия[4].
  - Было объявлено о воссоединении спустя 12 лет трёх участников музыкальной группы 2H Company в коллектив под новым названием — 3H Company[5].

- 2 июня
  - В Израиле оппозиция подписала соглашение о создании правительственной коалиции[6]. Первым премьер-министром Израиля в ротации станет председатель партии «Ямина» Нафтали Беннет, а председатель партии «Еш Атид» Яир Лапид будет альтернативным премьер-министром[7].
  - В Оманском заливе Аравийского моря после пожара затонул крупнейший корабль ВМС Ирана — судно обеспечения Kharg[англ.]. Команда была эвакуирована с корабля[8].
  - Ицхак Герцог стал 11-м президентом Израиля — он выиграл в первом туре тайного голосования[9].
  - Впервые лауреатом Международной Букеровской премии стал писатель из Франции — Давид Диоп. Награда была вручена за роман Frére d'âme («Родственная душа», на англ. — At Night All Blood Is Black, «Ночью любая кровь черна»), рассказывающий о временах Первой мировой и колониального господства[10].
- 3 июня
  - У берегов Шри-Ланки затонуло горевшее более десяти дней судно, на борту которого находилось двадцать пять тонн азотной кислоты. Затопление судна спровоцировало экологическую катастрофу в районе происшествия, а местным рыбакам запрещено выходить на лов[11].
  - Глава Росприроднадзора Светлана Радионова объявила о том, что ущерб природе в Ненецком автономном округе и Республике Коми от последствий нефтерализлива из нефтесборного коллектора одной из скважин на Ошском месторождении Лукойла составил более 300 млн рублей, а ликвидация последствий загрязнения природы нефтью ещё не закончена[12].
  - Международный комитет под председательством Димитриоса Пандермалиса единогласно избрал Никоса Стамболидиса[англ.], археолога и директора Музея кикладского искусства первым генеральным директором Музея Акрополя[13].
  - Апелляционный совет по вопросам окружающей среды и пищевых продуктов Дании запретил вести строительство газопровода Baltic Pipe, по которому газ должен был пойти с месторождений Норвегии в Польшу[14].
- 4 июня
  - В Китае пассажирский поезд на пути из Урумчи в Ханчжоу сбил рабочих железной дороги, девять человек погибли[15].
  - В пресс-службе Министерства цифрового развития, связи и массовых коммуникаций подтвердили факты взломов аккаунтов на Портале государственных услуг Российской Федерации для голосования на праймериз «Единой России» без ведома пользователей[16].
  - На пленарном заседании Петербургского международного экономического форума президент России Владимир Путин сообщил о завершении прокладки первой нитки труб газопровода «Северный поток-2»[17].
  - Принц Гарри и Меган Маркл второй раз стали родителями. На свет появилась девочка, ее назвали Лилибет «Лили» Диана Маунтбеттен-Виндзор[18].
- 5 июня
  - ЕС запретил всем государственным белорусским авиакомпаниям полёты над территорией Евросоюза в ответ на принудительную посадку в Минске самолёта ирландский авиакомпании Ryanair[19].
  - Врачи Канады зафиксировали вспышку заболеваемости неизвестной инфекцией, которая вызывает слабоумие. Об этом в субботу, 5 июня, сообщает газета The New York Times.[20] В материале издания отмечается, что первые случаи заболевания с неврологическими нарушениями были зафиксированы еще в 2015 году. В настоящий момент количество инфицированных оценивается примерно в 50 человек, а также зарегистрированы случаи летальных исходов.
- 6 июня
  - В Буркина-Фасо погибли 160 человек в результате нападения исламистов на деревню Солхан. Первоначально сообщалось о 130 погибших, позднее было обнаружено ещё несколько десятков тел. Ещё 40 человек были ранены[21].
  - Канада одержала победу в чемпионата мира по хоккею в Риге. В финале команда в овертайме победила соперника из Финляндии со счётом 3:2[22].
- 7 июня
  - В Пакистане в результате столкновения двух пассажирских поездов погибли 65 человек, еще более 150 человек ранены[23].
  - Один из членов Олимпийского комитета в Японии, где вскоре должны состояться перенесённые с 2020 года Олимпийские игры, Ясуши Мория, добровольно ушёл из жизни. Причины этого решения со стороны высокопоставленного японского чиновника пока не выяснены[24].
  - Боевики «Вилаята Западная Африка», региональной ячейки «Исламского государства», принудили к самоубийству лидера «Боко Харам» Абубакара Шекау[25].
  - Космическая станция NASA «Юнона» совершила пролёт мимо спутника Юпитера Ганимеда на кратчайшем за многие годы расстояние — 1038 км[26].
  - Прошло вручение премии британской телеакадемии за лучшие сериалы и телепроекты. Лучшим драматическим сериалом был признан «Спаси меня тоже», лучшим ситкомом — «Внутри девятого номера»[27].

- 8 июня
  - В Индии из-за пожара, который произошёл 7 июня на территории химзавода, погибли 14 человек. Всего на территории находилось 37 человек, подтверждено спасение 20 из них, судьба ещё троих неизвестна[28].
  - В Северске (Томская область) стартовало строительство первого в мире энергоблока нового поколения БРЕСТ-ОД-300[29].
  - Федеральное бюро расследований США в ходе спецопераций задержало сразу 800 преступников по всему миру и изъяло тонны наркотиков. В ведомстве завербовали разработчика шпионских устройств, который создал смартфоны с прослушкой и внедрил их в преступные синдикаты по всему миру[30].
  - На аукционе Sotheby's в Нью-Йорке была продана золотая монета США «Двойной орёл» 1933 года за рекордную цену — $18,9 млн[31].
- 9 июня
  - Мосгорсуд объявил экстремистскими организациями региональные штабы Алексея Навального и две созданные им организации — Фонд борьбы с коррупцией (ФБК) и Фонд защиты прав граждан (ФЗПГ)[32].
  - В Афганистане во время нападения на полевой лагерь были убиты сотрудники американо-британской НКО HALO Trust[33].
  - На президентских выборах в Монголии победу одержал председатель правящей Монгольской народной партии бывший премьер-министр Ухнаагийн Хурэлсух[34]
  - Сальвадор стал первой страной в мире, объявившей биткоин официальным платёжным средством[35].
- 10 июня
  - Россия возобновляет регулярное авиасообщение с 8 странами, а именно с Австрией, Венгрией, Ливаном, Люксембургом, Маврикием, Марокко, Хорватией, а также чартерные перелеты в Албанию[36].
  - В Мьянме жертвами крушения военного самолёта стали 12 человек. По другим данным, число жертв может составлять 8 человек, а 12 — это число пассажиров разбившегося самолёта[37].
  - Израиль стал первой страной в мире, где запретили продажу меха животных для пошива одежды[38].
- 11 июня
  - По результатам 16-месячного расследования судебного комитета Палаты представителей в отношении бизнес-тактик таких компаний, как Apple, Amazon, Facebook и Google в Палате представителей США были вынесены на рассмотрение пять новых законопроектов, призванных ослабить влияние крупных технологических компаний на экономику[39].
  - В британском городе Карбис-Бэй начался саммит большой семёрки[40].
- 12 июня
  - Матч Финляндия — Дания кубка УЕФА был прерван на несколько часов, так как из-за остановки сердца упал без сознания полузащитник датской сборной Кристиан Эриксен[41].
  - В США названы лауреаты Пулитцеровской премии 2021 года, в частности газета Star Tribune получила премию «Срочные новости» за освещение убийства полицейскими афроамериканца Джорджа Флойда, а также впервые премию получило издание BuzzFeed News — за международный репортаж об инфраструктуре, созданной правительством КНР для массового задержания мусульман[42].
- 13 июня
  - В городе Шиянь китайской провинции Хубэй 25 человек погибли и 138 человек получили серьёзные ранения из-за взрыва газа[43].
  - Министр по социальным правам Испании Ионе Беларра стала новым лидером левой партии «Подемос»[44].

- 14 июня
  - В городе Роктон (штат Иллинойс, США) произошёл крупный пожар на химзаводе, эвакуировано более полутора тысяч местных жителей[45].
- 15 июня
  - Власти США подписали временный запрет на ввоз собак в страну из-за угрозы бешенства. Запрет касается 113 стран, он вступит в силу с 14 июля[46].
  - Возобновил свою работу первый энергоблок АЭС Тайшань, первой АЭС в мире с реакторами типа EPR-1750, работа которого была приостановлена из-за сообщений о радиоактивной утечке[47].
  - В Нью-Йорке в честь достижения 70-процентной вакцинации населения от коронавируса устроили 20-минутный салют. Мэр города Эндрю Куомо заявил, что город достиг коллективного иммунитета[48].
  - В Израиле отменили последнее серьёзное карантинное ограничение, которое еще оставалось в силе — масочный режим в помещениях[49].
  - Президент Турции Реджеп Эрдоган и президент Азербайджана Ильхам Алиев в ходе встречи в городе Шуша подписали декларацию о союзнических отношениях[50].
- 16 июня
  - Главный санитарный врач Москвы в связи с ухудшением эпидемиологической обстановки предписал вакцинировать 60 % работников ряда отраслей — торговли, общественного питания и некоторых других[51].
  - В Колумбии на территории военной базы были подорваны два автомобиля со взрывными устройствами, ранения получили 36 человек. Правительство Колумбии назвало произошедшее терактом, а виновными в нём назвало представителей «Армии национального освобождения»[52].
- 17 июня
  - В Крыму был введён режим ЧС из-за обрушившегося накануне сильного ливня, который сопровождался грозой и порывистым ветром, основной удар которого пришёлся на Керчь[53].
  - Китай запустил корабль «Шэньчжоу-12» к своей национальной орбитальной станции[54].
  - В Ботсване нашли алмаз весом более тысячи карат, третий по величине в мире[55].
- 18 июня
  - В России из-за резкого ухудшения ситуации с коронавирусом отменили сразу два крупных музыкальных фестиваля — «Дикая мята» и Грушинский фестиваль, причём «Дикая мята» оказалась отменена в ночь перед началом[56].
  - В Ялте из-за сильных дождей объявлен режим ЧС. Один человек погиб и 58 пострадали, один пропал без вести[57].
- 19 июня
  - В Иране выбрали нового президента. Им стал глава судебной власти страны Ибрахим Раиси. За него отдали свои голоса 18 миллионов человек из 28, принявших участие в выборах[58].
- 20 июня
  - На Шанхайском кинофестивале 2021 года главные призы — «За лучшую кинокартину» и Гран-при жюри — получили китайский фильм «Амурский тигр» и малайзийская кинокартина «Нашествие варваров». Российский фильм «Совесть» Алексея Козлова получил на фестивале три награды — за лучший сценарий, за лучшую операторскую работу и за выдающийся вклад в искусство[59].
- 21 июня
  - Риксдаг вынес вотум недоверия премьер-министру Швеции Стефану Лёвену[60].
  - Совет Евросоюза на уровне глав МИД стран-членов утвердил четвёртый пакет индивидуальных санкций против Белоруссии[61].
  - Премию мира немецких книготорговцев получила зимбабвийская писательница Цици Дангарембга[62].
  - В Московской области произошёл пожар на складе с плёнкой, площадь пожара более двух тысяч метров[63].
- 22 июня
  - С 22 июня восстановлено авиасообщение между Россией и Турцией, прерванное раннее из-за коронавируса[64].
  - В американском штате Миссури в городе Сент-Луис из-за стрельбы погибли как минимум 3 человек, ещё 4 человека получили ранения[65].
  - В Эфиопии 64 человека погибли и 180 человек получили ранения при авиаударе, который пришёлся по рынку в районе Тыграй[66].
- 23 июня
  - В литовском городе Пабраде в Центре регистрации иностранцев, который фактически является центром размещения выявленных в стране нелегальных мигрантов, произошли беспорядки, для ликвидации которых был применён слезоточивый газ и другие спецсредства[67].
  - Покончил с собой Джон Макафи, основатель американской компании McAfee, выпускающей антивирусные программы, после того как Национальный суд Испании одобрил экстрадицию Макафи в США, где ему грозил процесс по делу о неуплате налогов[68].
  - Минобороны России заявило, что российский пограничный сторожевой корабль открыл предупредительную стрельбу в сторону эсминца Великобритании «Defender» в Чёрном море[69].
- 24 июня
  - В Серфсайде (Флорида) 98 человек погибли при обрушении 12-этажного жилого дома[70].
  - В связи с нарушениями прав человека в Белоруссии, репрессиями против гражданского общества, демократической оппозиции и журналистов, а также принудительной посадкой в Минске самолёта ирландской авиакомпании «Ryanair» и последующим задержанием журналиста Романа Протасевича и его девушки Софии Сапеги, Совет Евросоюза утвердил секторальные санкции против Белоруссии[71].
  - Индейское сообщество Канады заявило об обнаружении еще 715 захоронений на территории рядом с бывшей школой-интернатом для детей индейцев[72].
  - В Чехии 6 человек погибло и 300 пострадало, после прошедшего торнадо в Южноморавском крае[73].
  - Палеоантропологи обнаружили на стоянке Нешер Рамла[нем.] в Израиле ранее неизвестный промежуточный вид людей — Nesher Ramla Homo[англ.][74].
- 25 июня
  - Бывший офицер полиции Дерек Шовин, признанный виновным в убийстве Джорджа Флойда, приговорён к 22 годам и 6 месяцам лишения свободы[75].
- 26 июня
  - Новым главой Духовного управления мусульман Киргизии избран Замир Ракиев, ранее занимавший должность кадия столицы[76].
  - Исландия стала первой крупной европейской страной снявшей карантинные ограничения[77].
  - Введена в эксплуатацию железная дорога, соединяющая тибетские города Лхаса и Ньингчи движением скоростных поездов «Фусин», тем самым все административные центры провинциального уровня в Китае стали охвачены сетью высокоскоростных железных дорог[78].
- 28 июня
  - Посольство США в России сообщило о том, что начиная с 1 августа не сможет предоставлять консульские услуги как россиянам, так и американцам, находящимся в России, из-за недостатка персонала[79].
  - Премьер-министр Швеции Стефан Лёвен объявил о своей отставке[80].
  - В Чёрном море стартовали международные учения Sea Breeze–2021, ставшие самыми масштабными за 20 лет[81].
  - Заработала ГЭС Байхэтань — третья по величине в Китае и четвёртая — в мире[82].
  - Верховный суд Самоа постановил, что приведение к присяге правительства партии FAST 24 мая было незаконным[83].
- 29 июня
  - Греческая полиция нашла украденные в 2012 году из Национальной художественной галереи в Афинах картины «Ветряная мельница» Пита Мондриана и «Женская голова» (оценивается в 20 млн евро) Пабло Пикассо[84].
  - В Индонезии затонуло судно, на борту которого было 50 человек. На данный момент спасателям удалось извлечь из воды 23 человека[85].
  - Всемирная организация здравоохранения официально признала Китай государством, свободным от малярии[86].
  - В Канаде зарегистрировали максимальную температуру (49,6 градусов) с начала измерений[87].
  - Штат Калифорния расширил до 17 список штатов, куда запрещены командировки государственным служащим, так как в этих штатах, по мнению властей Калифорнии, нарушаются права ЛГБТК-сообщества[88].
- 30 июня
  - Компания Virgin Orbit провела первый эксплуатационный пуск ракеты-носителя воздушного базирования LauncherOne Flight Three и вывела на околоземную орбиту семь спутников[89].
  - В Саратове 29 июня прошёл ураган, который вызвал масштабные разрушения и повреждение линий электропередач[90].
  - Американец Абхиманью Мишра стал самым молодым гроссмейстером во время турнира в Будапеште. Мальчик стал международным мастером в 12 лет 4 месяцев и 25 дней[91].
  - В Северной Македонии создан четвёртый национальный парк — Шар-Планина[92].